# Márcia Matos Calaça
Márcia Matos Calaça (12 de fevereiro de 1963), mais conhecida como Russa, é uma ex-jogadora de futebol brasileira.

## Biografia e carreira
Russa integrou a Seleção Brasileira de Futebol Feminino de 1988 e 1995. Participou do Torneio Experimental da China em 1988. Foi bicampeã Copa América vencendo em 1991 e 1995.
Tem passagem pelo Esporte Clube Radar e pelo Vasco da Gama.

## Principais conquistas
Copa América
- Campeã – 1991
- Campeã – 1995